# 西山興隆寺
西山興隆寺（にしやまこうりゅうじ）は、愛媛県西条市丹原町古田（たんばらちょうこた）にある真言宗醍醐派の別格本山。仏法山（ぶっぽうさん）、仏眼院（ぶつがんいん）と号す。本尊は千手千眼観世音菩薩。四国別格二十霊場第十番札所、四国三十六不動尊第二十二番札所、四国(東予)七福神（恵美寿尊）、伊予道十観音霊場第二番札所。紅葉の名所で背後の山である「西山」を付して「西山興隆寺」と呼ばれている。
- 本尊真言：おん ばさら たらま きりく
- 御詠歌：み佛の 法（のり）の御山（みやま）の 法（のり）の水 ながれも清く みゆるぎの橋

## 概要
高縄山系の東のふもと、海抜100 mから300 mに位置し、周囲の山々に溶け込んだ景色が美しい。特に紅葉の名所として知られ、「もみじの西山興隆寺」として知られている。紅葉の見頃はその年の気候条件によって若干前後するが、例年11月下旬から12月初旬ころが見頃で、この時期には多くの紅葉狩り客や写真愛好家が愛媛県内をはじめとして各地から訪れる。

## 歴史
創建の経緯は定かでない。寺伝によれば、皇極天皇元年（642年）に空鉢上人によって創建されたといい、その後報恩大師、空海（弘法大師）が入山し、桓武天皇の勅願寺ともなったという。源頼朝、河野氏、歴代の松山藩主、小松藩主をはじめとする地元の有力者の尊崇を得て護持されてきた。現在では、真言宗醍醐派の別格本山となっている。

## 境内
下から順に記する。
- 六角堂（市指定文化財）

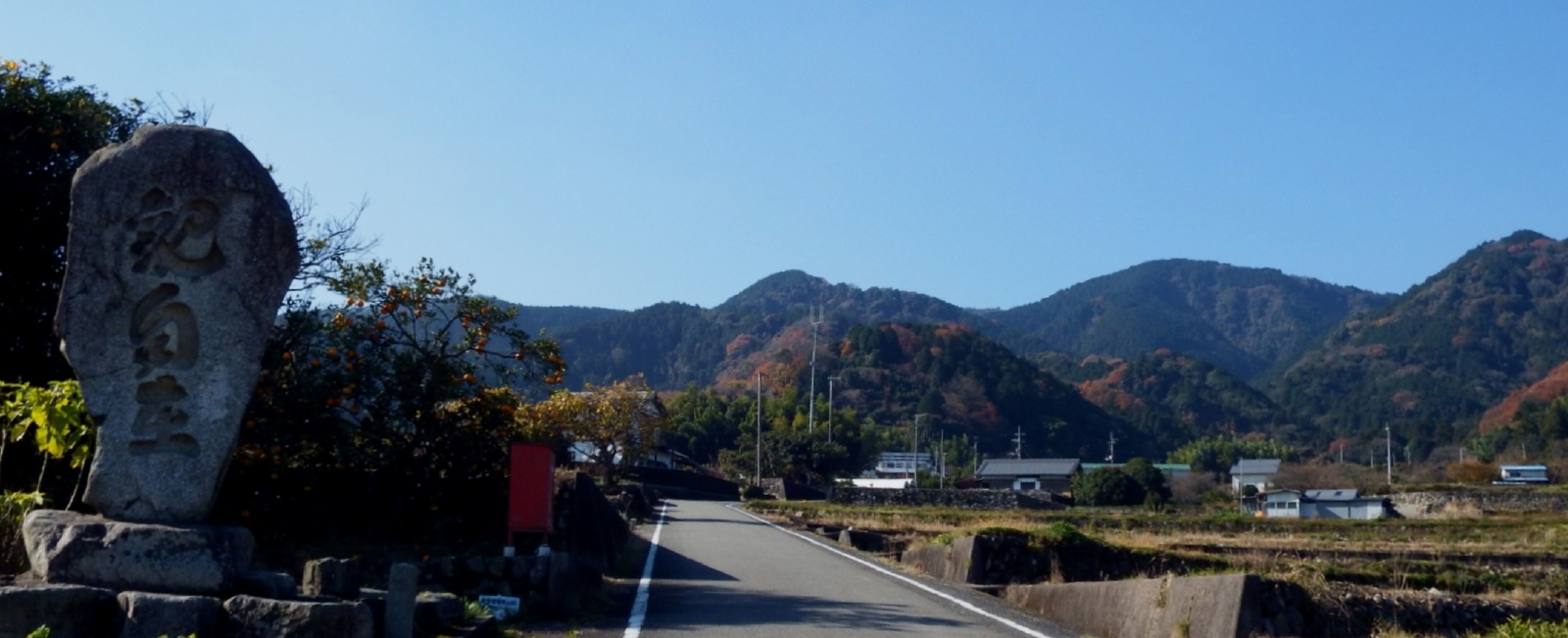
中央の山の左側に境内が広がる（進入道路より

- 西山四国八十八ケ所（全長約4 km）の1番のお堂と88番のお堂が道路の両脇にある。
- 御由流宜橋（みゆるぎばし）：橋板の裏に光明真言が梵字で書かれていて、現在のは平成14年に修復された当時の住職筆によるもの。無明から光明へのかけはしになっている。
- 仁王門（山門）
- 地蔵堂：地蔵石像が鎮座していて、歴代の住職を勤めあげた人々を祀る堂。
- 牛石・千年杉の古株・お楠狸、有料駐車場（電話で寺の許可を得た体力が不充分な人だけが300円で利用可能）
- 勅使門・客殿・庫裡：客殿では11月のもみじ祭のとき、湯豆腐・鯛めし・汁粉などの食事処になる。ここからの景色は扇望景と呼ばれる。
- 宝物館：如来立象や銅鐘などが所蔵され年に一度もみじ祭時に公開される。
- 本堂（重要文化財）：本尊（彫眼）と右脇陣の地蔵菩薩立像（玉眼、一木造）および左脇陣の不動明王立像（彫眼、一木造）が並ぶ。さらに、本尊厨子の両脇には28部衆像や石槌権現三体像などが並ぶ。平成28年10月30日 – 11月6日の間、55年ぶりに本尊が開帳された[4][5]
- 大師堂：大師像が拝顔できる。
- 鐘楼
- 開山堂（祠）
- 影向杉（別名 子持杉）：本尊が舞い降りたと伝えられている二本の杉で、その枝で本尊の台座が造られた。今は切り株になっていて、根元から流れる水は子宝に恵まれるという。
- 恵美寿堂（祠）：南北朝時代に後醍醐天皇の皇子である懐良親王が征西将軍として3年間この地に滞在した際、親王を擁護した修験道の僧たち200人が皇子の守護尊として迎えた恵美寿尊像を祀る（秘仏）。なお祠には「笑いの吹き込み口」がある。
- 聖天尊堂（大聖歓喜天）
- 文殊堂（小堂）
- 阿弥陀堂（祠）
- 慈母観音堂（小堂）
- 身代り不動尊堂および八大龍王石祠
- 鎮守護摩愛染堂：本堂の向って左上にある。
- 三重塔（県指定文化財）
- 石槌権現堂：三重塔から約50 mさらに上がった境内最高所にあり、当寺は古くから石槌山信仰があり「槌」の文字で石槌を表す。

駐車場より少し上がり赤い橋（御由流宜橋）を渡り35段上がると仁王門がある。さらに、鬱蒼とした山中の石段を上がっていくと右手に勅使門があり、その中に客殿庫裡がある。勅使門の右の勝手口から入り客殿の右横奥の庫裡玄関に納経所があるが本堂前の納経所が無人のときは庫裡で納経をしてくれるが、本堂前まで行かないと無人かどうかはわからない。さらに城郭のような石垣を見ながら上がって、仁王門よりさらに250段の石段を上がると本堂の壇に到達する。
- 入山料：100円（任意）
- 駐車場：御由流宜橋より下に広く無料であり。ただし、11月第三日曜日は「紅葉まつり」で、普通車で300円の有料。その前後も有料の場合あり。

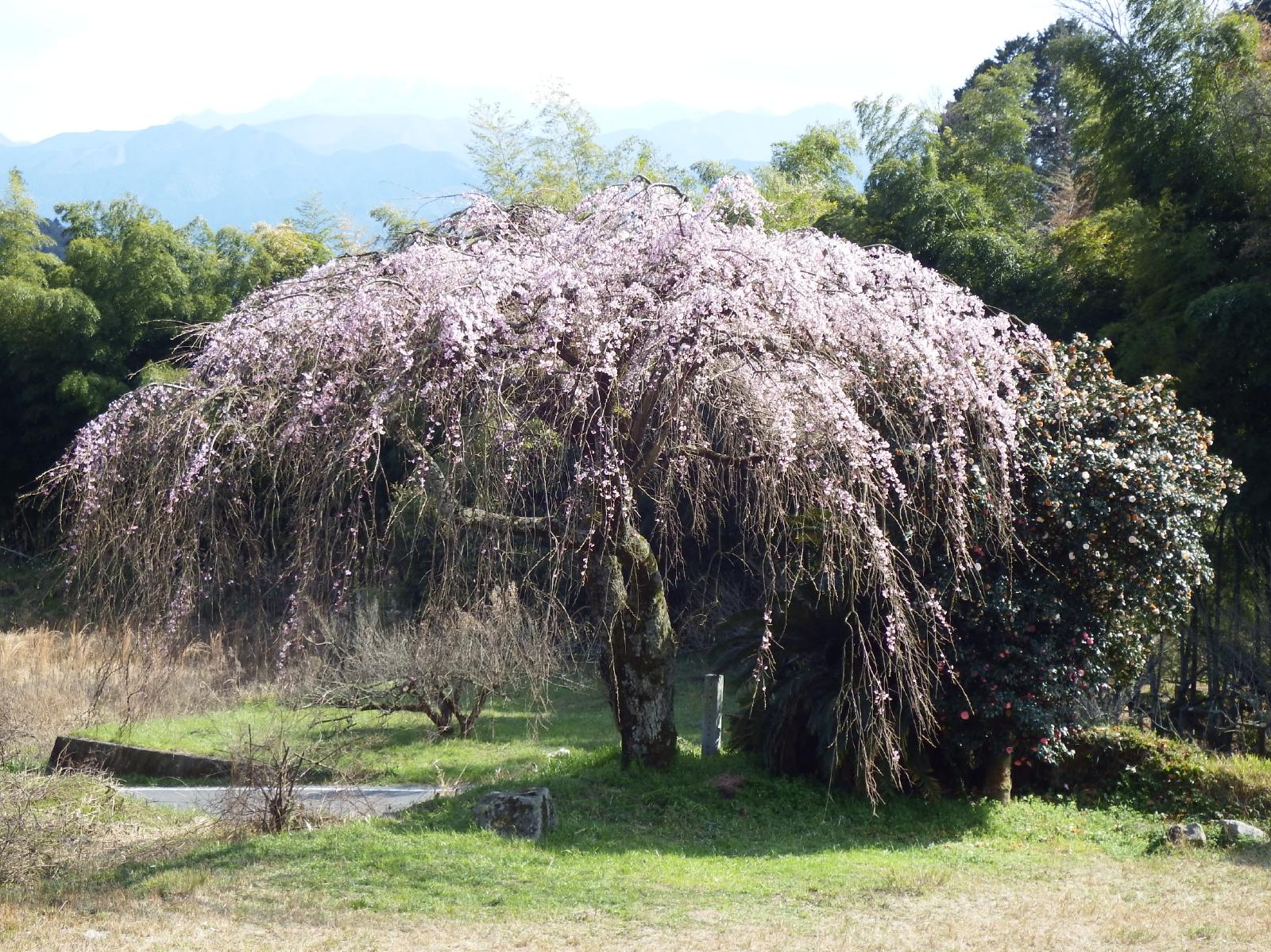
古田の枝垂れ桜
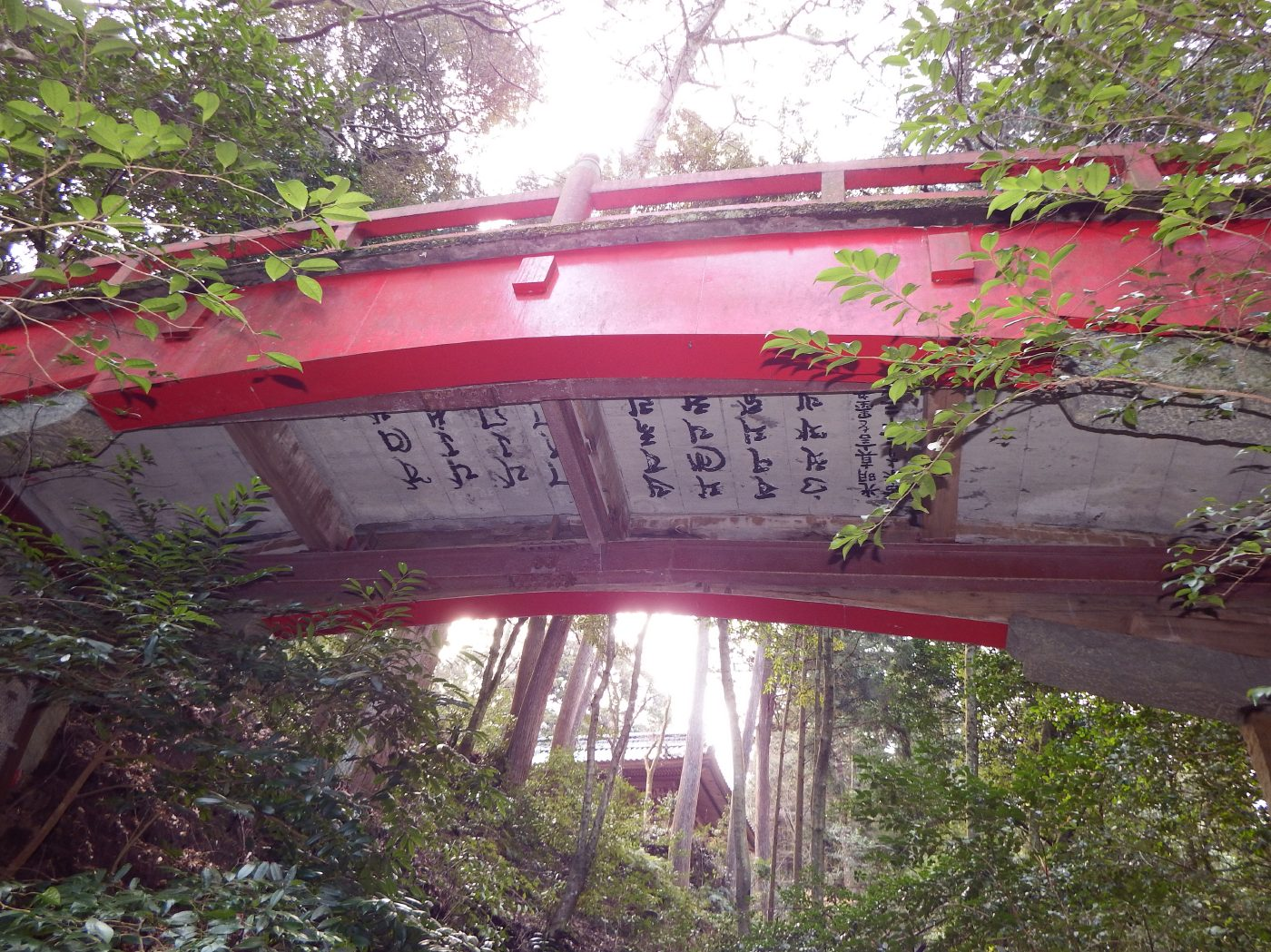
御由流宜橋
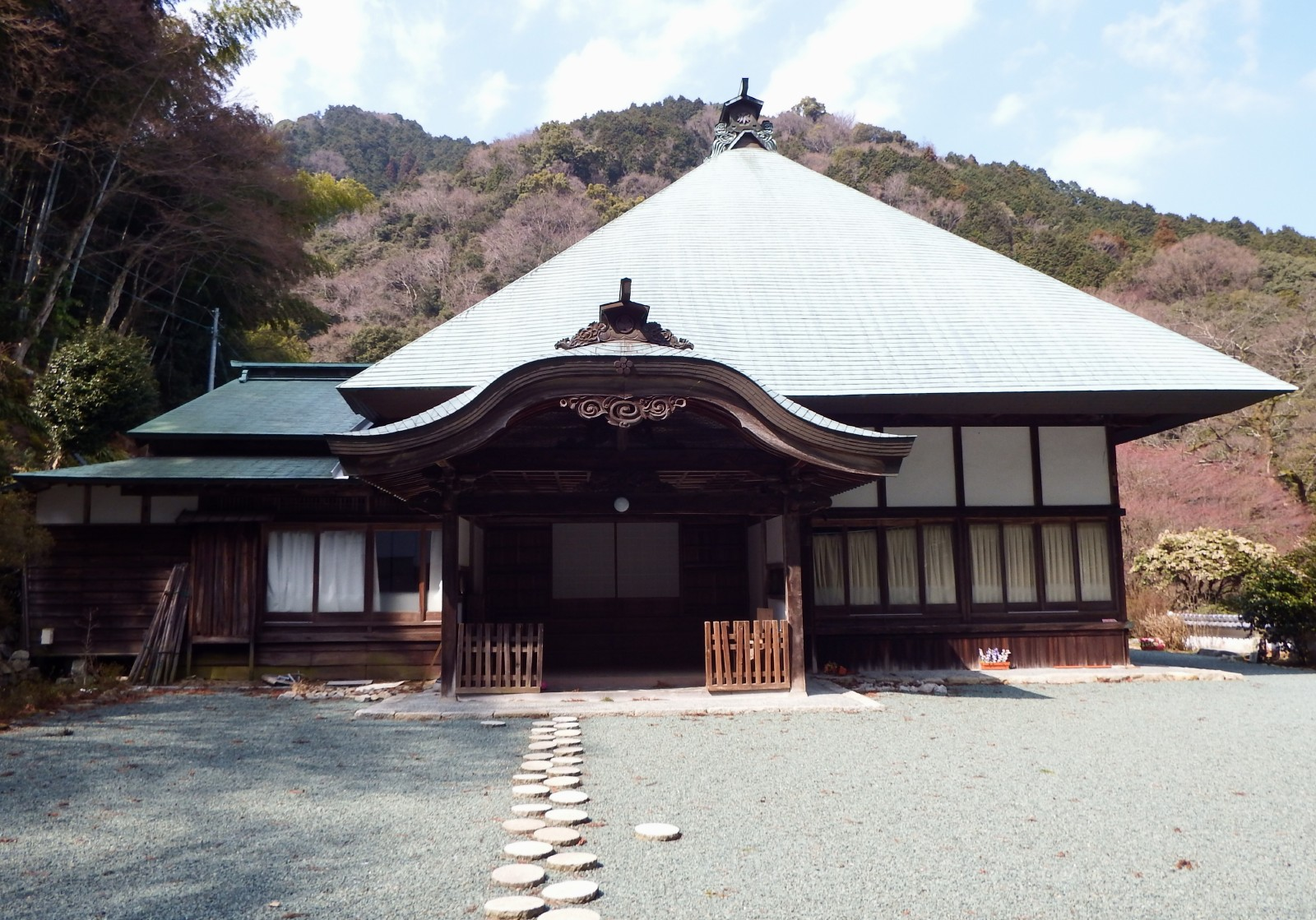
客殿
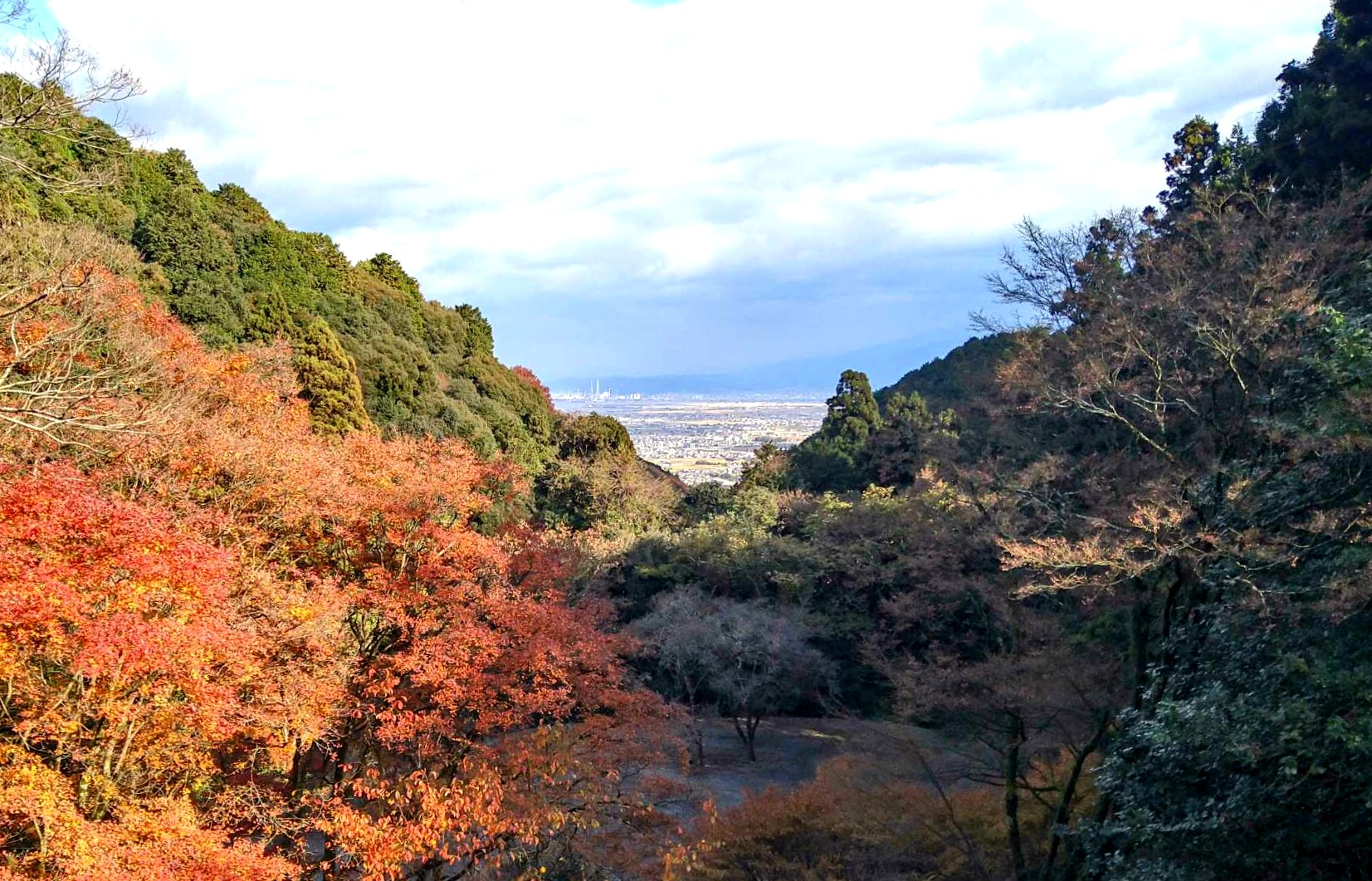
扇望景
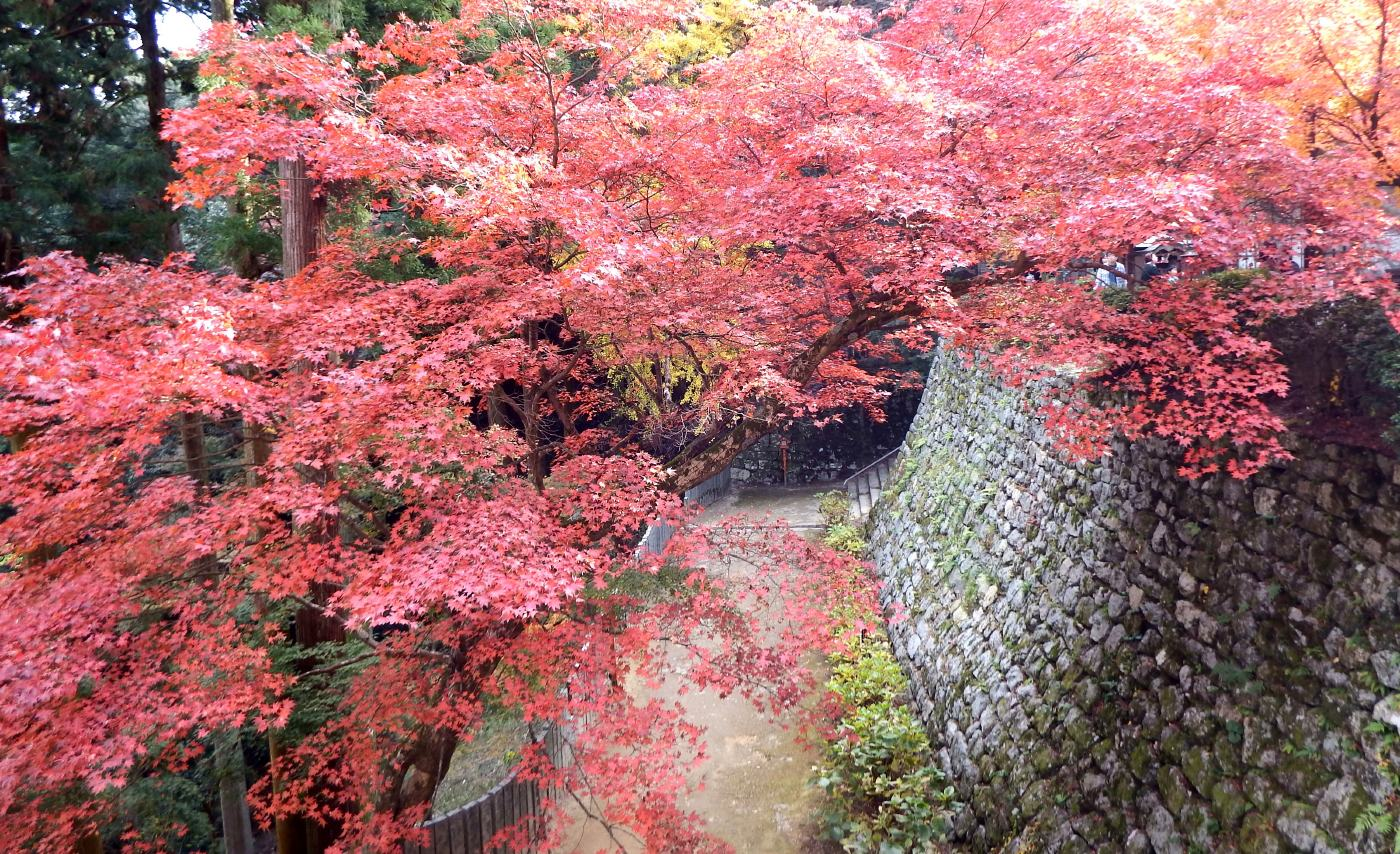
本堂への石垣
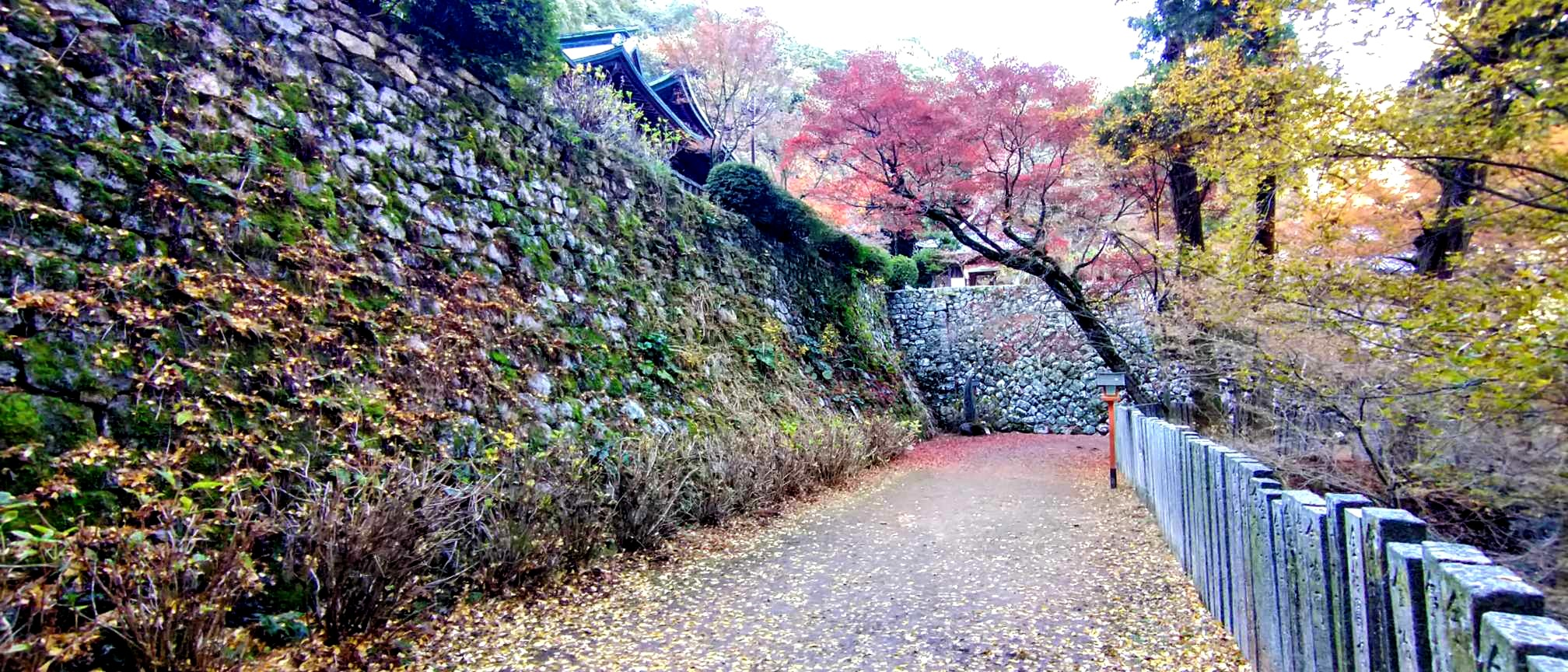
石垣
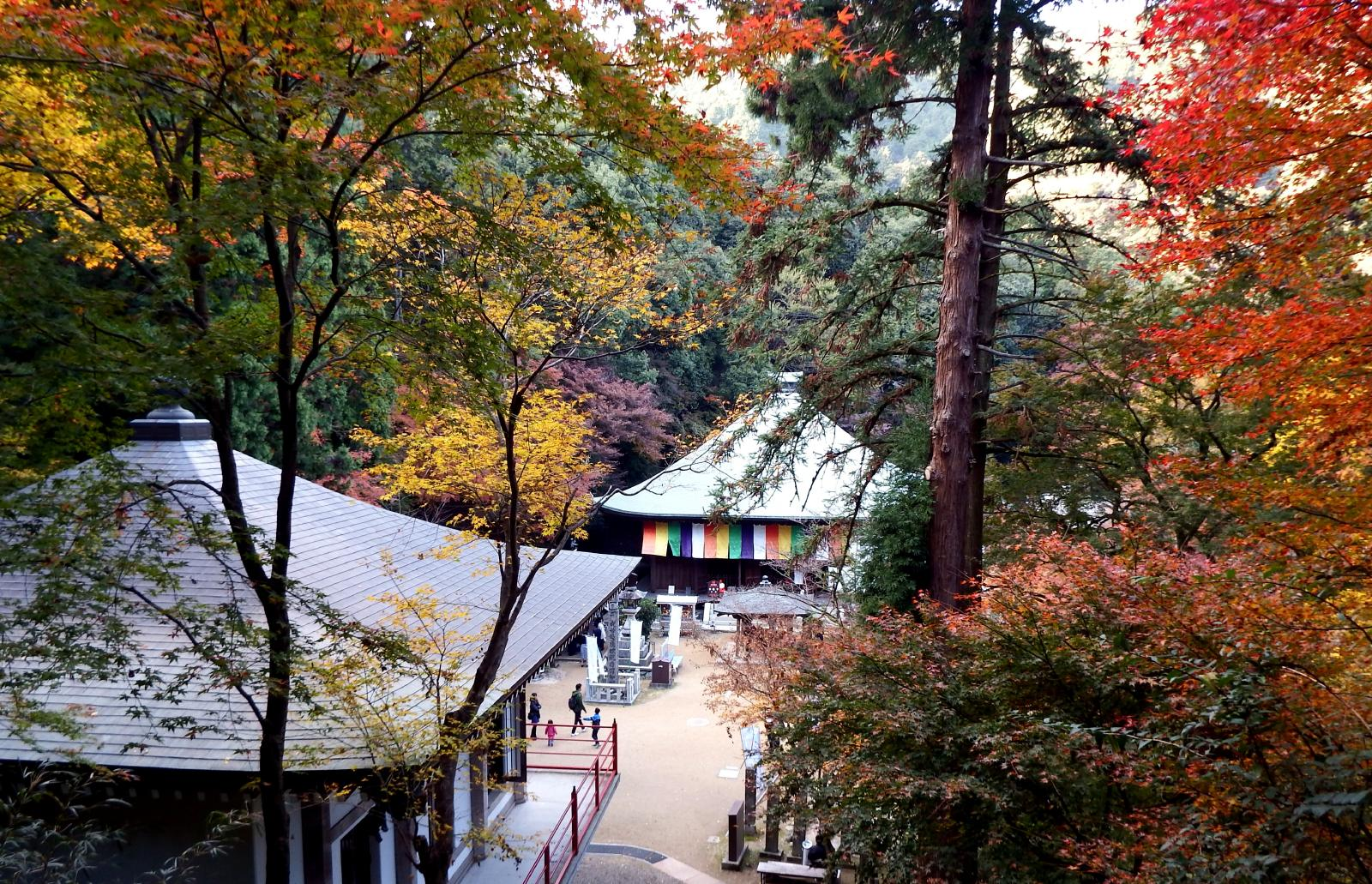
紅葉の境内
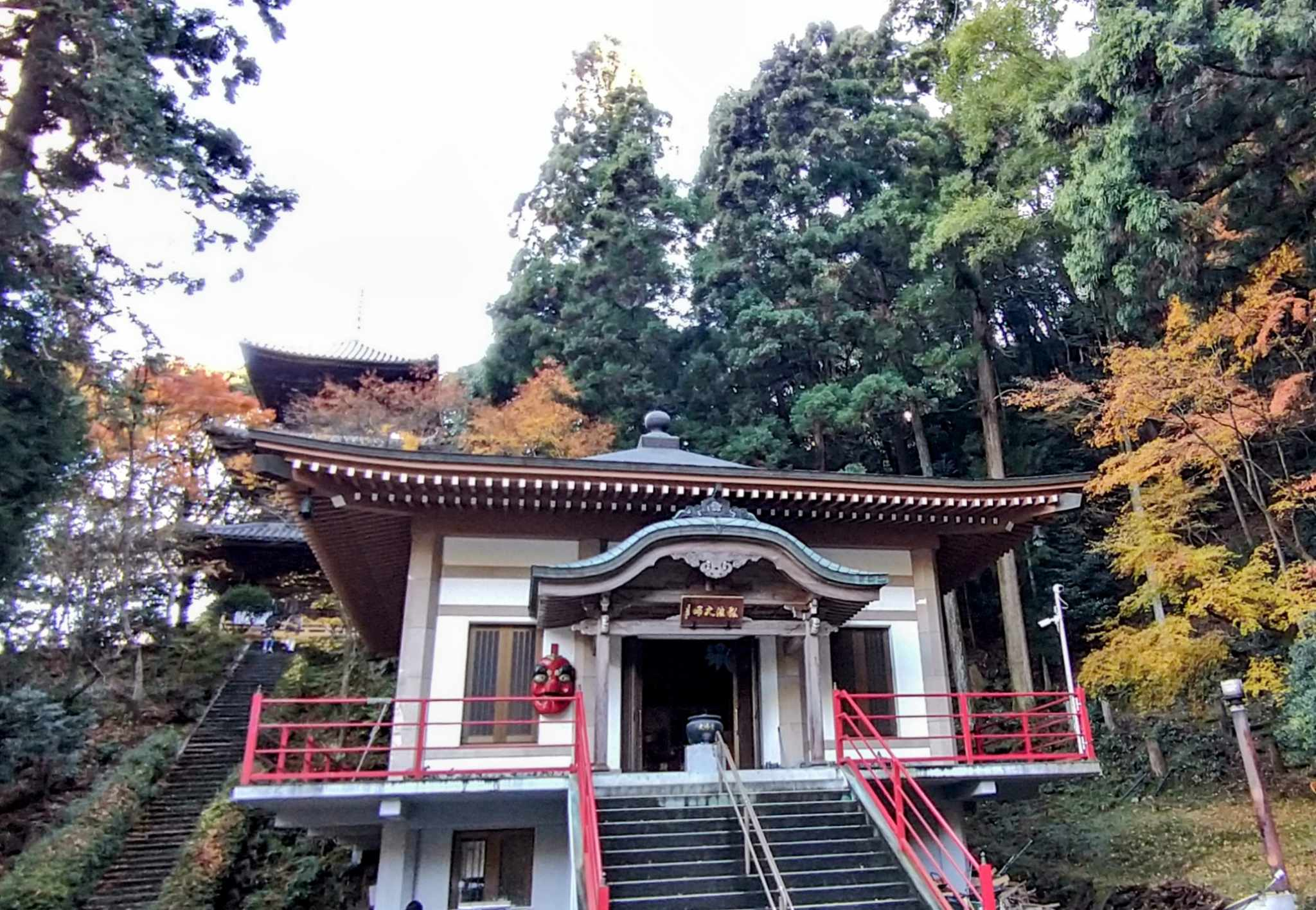
大師堂
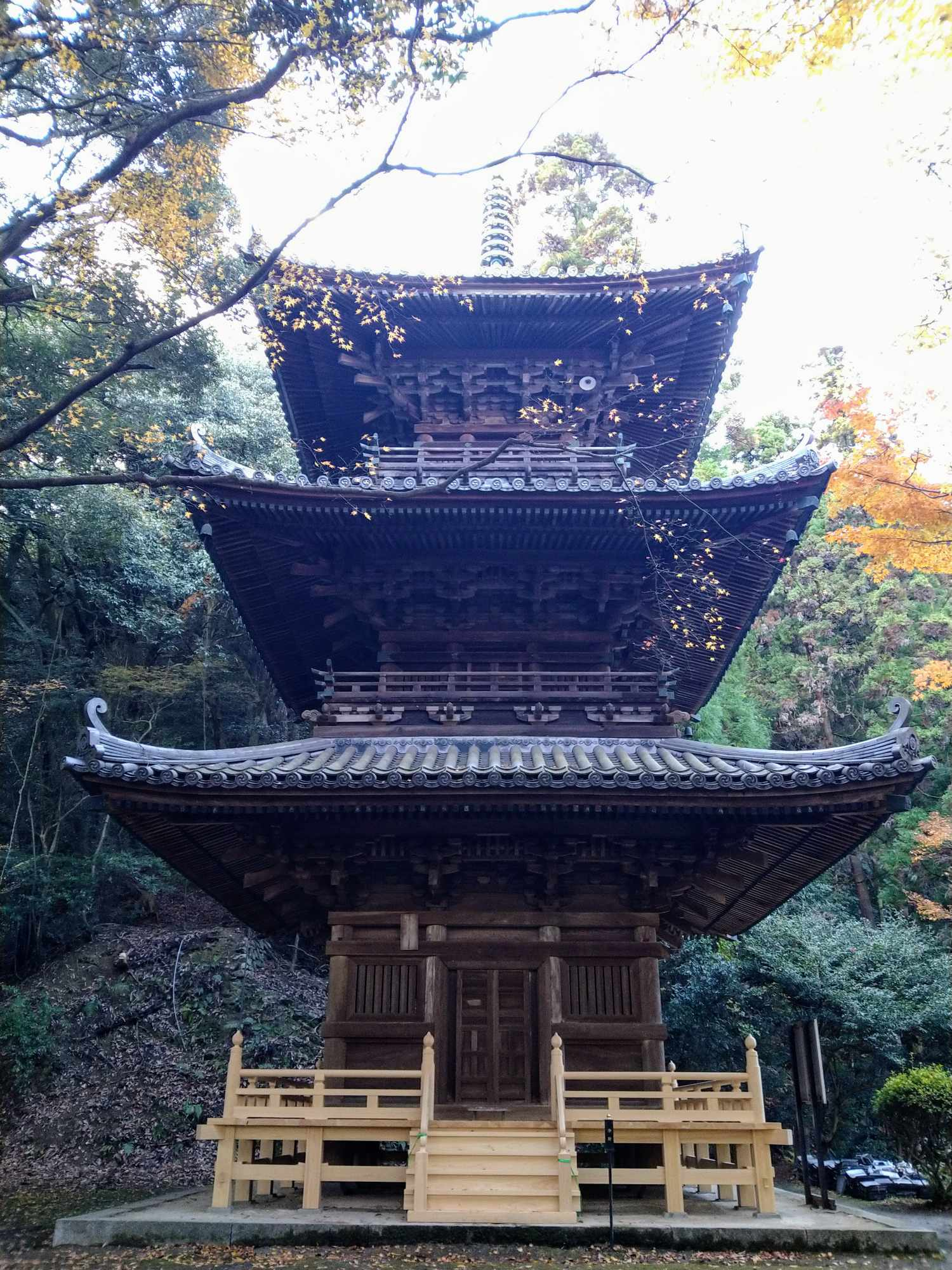
三重塔
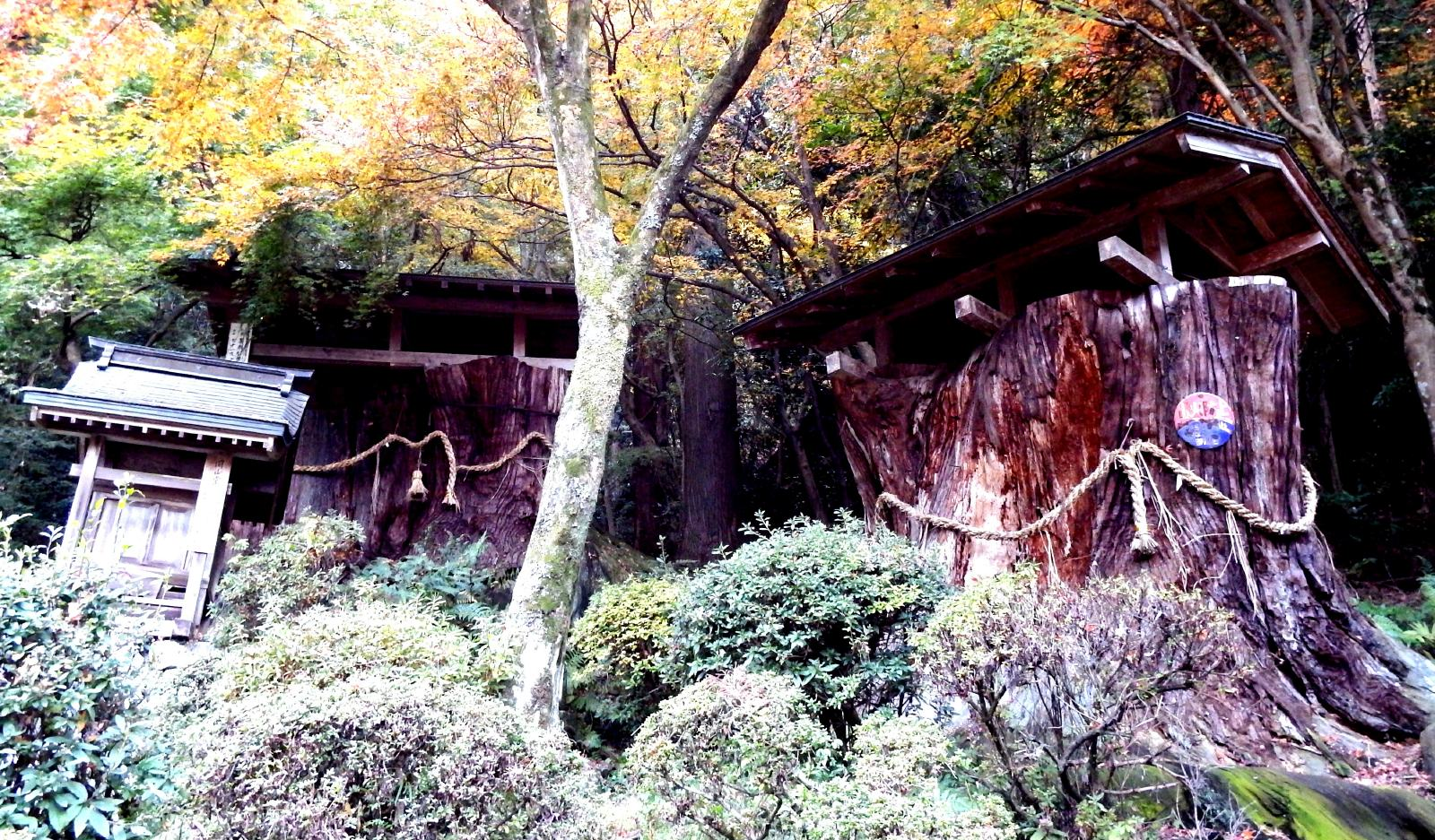
影向杉
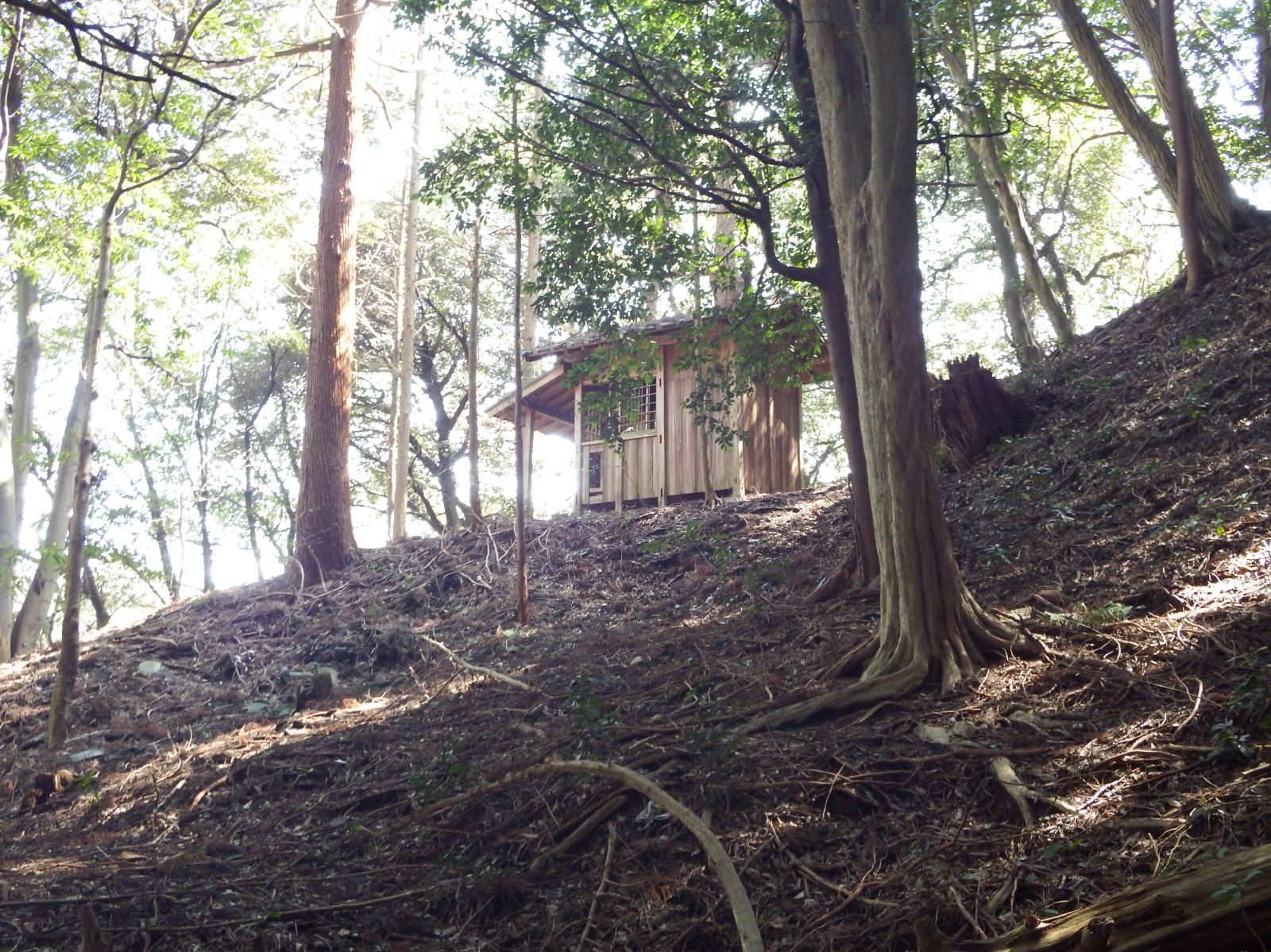
権現堂

## 文化財
興隆寺は、多数の国・県・市指定文化財を有しているが、うち展示可能なものや代表的なもの一部について、例年、秋季特別展示が行われる。
重要文化財
- 本堂（附 厨子1基、巻斗1箇、棟札2枚）：寄棟造、銅板葺き。文中4年（1375年）の建立。寄棟造であるが、大棟が著しく短いため、宝形造のように見える。明治40年5月27日指定（附指定物件は昭和29年9月17日追加指定）

- 宝篋印塔：源頼朝の供養塔と云われる。総高305 cm、花崗岩製、南北朝時代作、昭和29年9月17日指定
- 銅鐘：総高112.1 cm、口径68.2 cm、鋳銅製、弘安9年（1286）作、大正元年9月3日指定

愛媛県指定有形文化財
- 銅造如来立象：像高25.4 cm、奈良時代作、昭和40年12月24日指定
- 三重塔：19.6 m、天保7年（1836）作、平成16年4月16日指定
- 興隆寺文書：昭和30年11月4日指定

愛媛県指定名勝
- 西山（境内地）：昭和25年10月24日指定

西条市指定文化財
- 宝篋印塔：昭和57年11月20日指定
- 勅使門：宝暦6年建立。平成16年4月30日指定
- 六角堂：平成16年9月28日指定

西条市指定天然記念物
- 興隆寺のツバキ（熊谷椿）：樹齢200年、平成2年6月28日指定
- 興隆寺のコウヨウザン（広葉杉）：樹齢180年、昭和57年11月20日指定
- 古田のシダレザクラ：樹齢約100年、参道脇の墓地にあり、個人が所有する。平成4年5月19日指定

### その他の寺宝

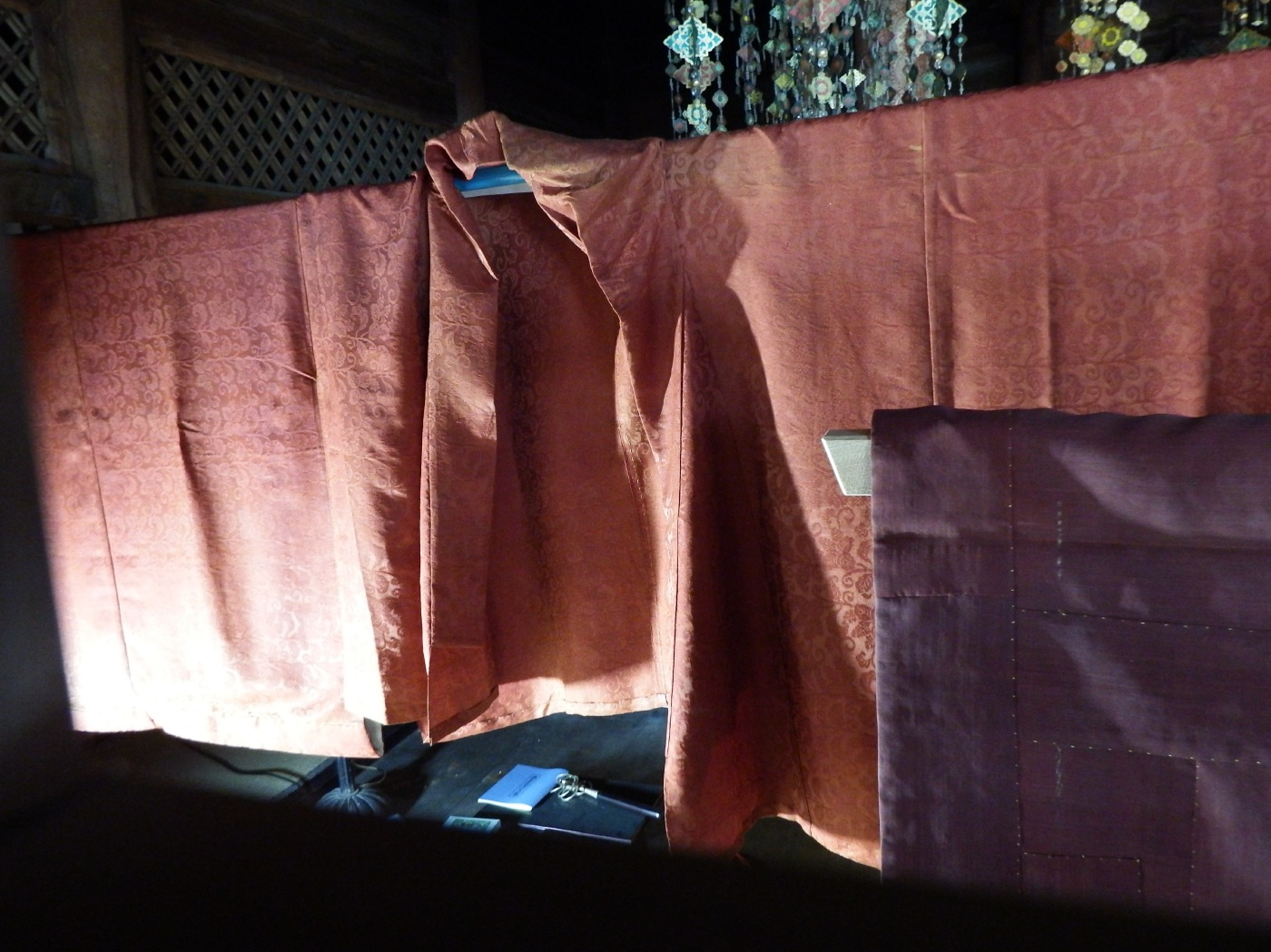
大師御衣

- 高野山奥の院弘法大師御衣一式：明治7年に賜る。

## 句碑歌碑

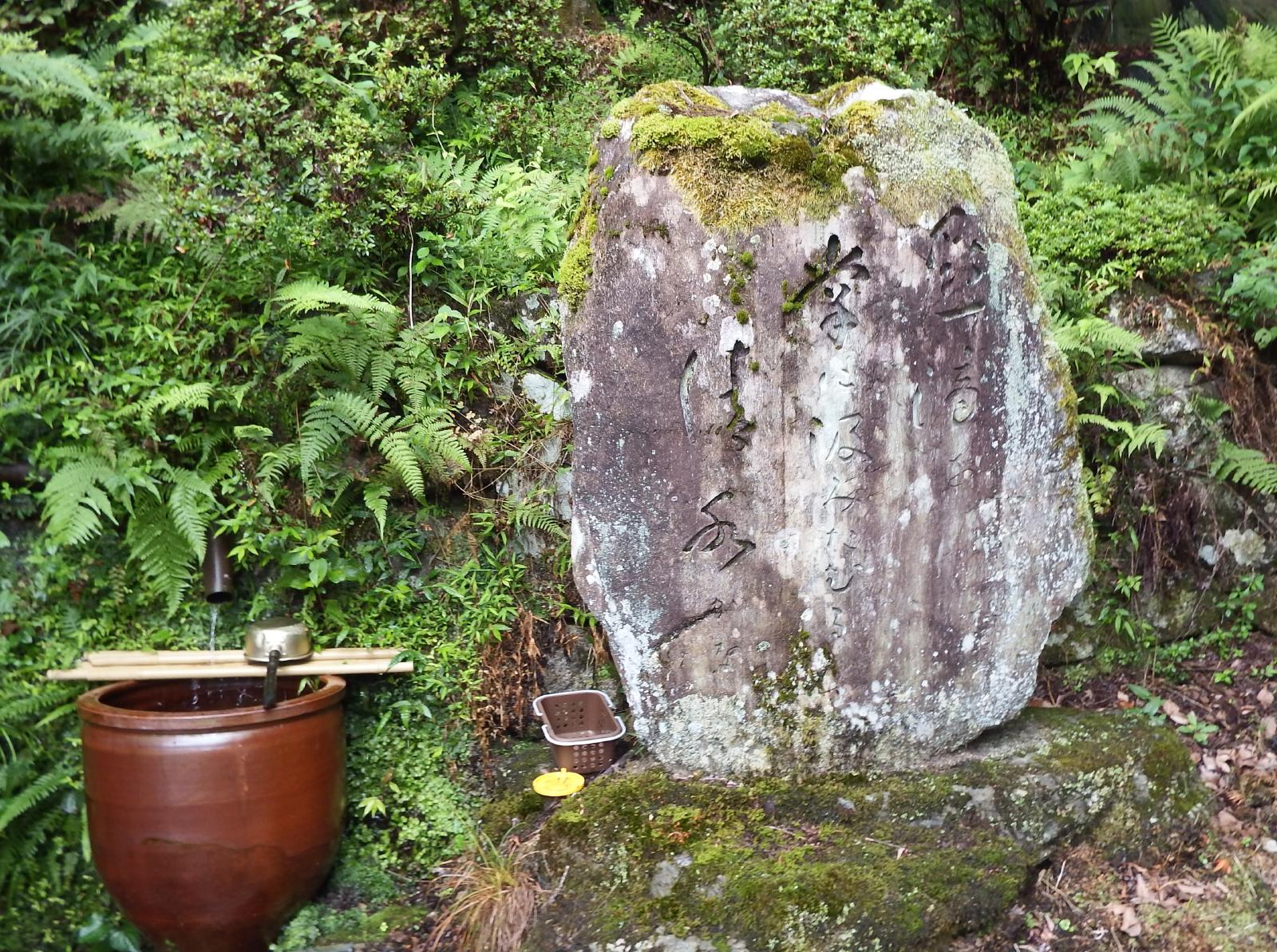
句碑の一つ

- 椙元紋太「皇室も無事なれわが家も無事願う」御由流宜橋より下方100 m左。
- 酒井黙然「石槌も象頭も見えて五月晴れ」御由流宜橋を渡って30 m行った正面。
- 塩見草映「仁王門こ・・・背を伸ばす」仁王門の下方10 m右側。
- 前田伍健「霊気しむ花よもみじよ興隆寺」仁王門の左手前。
- 三条東洋樹「元日も働く人の背を拝み」仁王門をくぐって右側。
- 柳原極道「雨だれの音にそひ来て夜寒かな」参道を上って行く最初の右側。（千年杉跡の少し下の対面）
- たけし「護摩の・ゆ煙は郷の・を包む」さらに少し上がった右側。
- 是佛「西山の鐘のひゞきぞいやさゆる」本坊の門の前の対面、参道の左側。
- 不破博「萌若葉千手観音あまねしや」本坊を過ぎて、宝物館も過ぎて、寄進された石垣の角。
- 吉井勇「西山の御寺の秋の深うして弘安の鐘のおとのさやけさ」本堂の壇で、鐘楼の右。
- 渡部杜羊子「點滴を掌に汲みたむる清水かな」本堂の左前で、影向杉の下。
- 中川草楽「鐘の聲弘安の世へ霞ミけ里」宝物館の入口の右側。

## 交通アクセス
- 四国旅客鉄道（JR四国） 予讃線 – 壬生川駅より車で25分
- 今治小松自動車道東予丹原ICから愛媛県道151号関屋今井線に降り、看板を目印にして20分。

## 前後の札所
四国別格二十霊場
9番 文殊院 -- (39.6 km) -- 10番 西山興隆寺 -- (4.2 km) -- 11番 生木地蔵
四国三十六不動尊霊場
21番 満願寺 --(15 km)--  22番 西山興隆寺 --(21 km)-- 23番 石鎚山極楽寺

## 周辺
- 熊野神社の桜の森：桜の名所
- 久妙寺：桜の名所